# 厳島丸 (タンカー)
厳島丸（いつくしままる）は、日本水産（現・ニッスイ）が所有し、運航したタンカー。「厳嶋丸」と書くこともある。

## 船歴

### 南氷洋捕鯨
戦前の日本の捕鯨、特に南氷洋捕鯨は戦後のそれとは違って、捕鯨を行っていた他の国々と同様に鯨油の採取が主な目的であった。日本では鯨油の貯蔵や輸送、および捕鯨船団の各船に対する燃料補給用として、捕鯨母船に鯨油槽を装備しており、総トン数は15,000トンを超えていた。しかし、日本水産が所有していた捕鯨母船「図南丸」（9,866総トン）だけは冷凍船改装の中古船で他の捕鯨母船と比べて小さく、鯨油槽の容量も小さかった。そのため、この図南丸に随伴して鯨油の貯蔵や輸出先であるヨーロッパへの輸送、および捕鯨船団の各船に対する燃料補給用としての大型タンカーが必要とされたので、日本水産は優秀船舶建造助成施設を活用して、川崎造船所にタンカーを発注することとなった。これが「厳島丸」である。1937年（昭和12年）12月28日に完成した「厳島丸」は、この時期に建造された大型タンカーの大半を占めていた川崎型油槽船（タンカー）の一隻であったが、鯨油を取り扱い、捕鯨船団への各種物資の補給に従事するという性格上、異質の油類を同時に取り扱えるスチームポンプの他、一番油槽前部と機関室後部に貨物室が設置された。
「厳島丸」は完成後ただちに捕鯨船団への必要物資と燃料油を搭載し、1938年（昭和13年）1月15日、先行していた「図南丸」の船団を追って南氷洋に向かった。12月には、日本水産と同じ日産コンツェルン傘下に漁船の売買や賃借を行う共同漁業が設立されたことに伴い、「厳島丸」を含む日本水産の大形船舶は共同漁業に移籍した。その後3年間は捕鯨船団への補給、ヨーロッパへの鯨油輸出、帰路にはパナマからの原油輸入、漁閑期にはアメリカ西海岸からの原油輸入に任じた。1940年（昭和15年）以降は仏印進駐や日独伊三国軍事同盟締結の影響で日米関係が徐々に悪化。1941年（昭和16年）度の南氷洋捕鯨は国際情勢の悪化で中止され、アメリカ西海岸からの原油輸送に専念していた「厳島丸」は抑留の危機に晒された。外交交渉の結果、11月に出港出来る事となり、「厳島丸」は11月19日に横浜港に帰港した。その3日後の11月22日、「厳島丸」は海軍に徴傭され、呉鎮守府籍となる。

### 徴用船
「厳島丸」は徴傭後間もなくサイパン島に進出し、駆逐艦「卯月」などへの補給を行う。その後は横須賀、呉および佐世保といった鎮守府所在地と神戸、父島、四日市、高雄および馬公などの要地との間で重油や人員の輸送任務に服する。1942年（昭和17年）7月14日から呉海軍工廠で12センチ砲と爆雷投下軌条の設置工事が行われた後、横浜、下津などへのパレンバン産原油の還送に従事する。1943年（昭和18年）4月1日、共同漁業を含む日本水産は日本海洋漁業統制に集約され、「厳島丸」も移籍した。
1943年7月から運航が始まったヒ船団では、「厳島丸」は主要船舶の一隻となる。7月10日六連発のヒ01船団に加入し、昭南（シンガポール）経由でバリクパパンに回航。帰途は8月5日昭南発のヒ04船団に加入してマニラ、六連を経て8月17日に徳山に帰港した。続いて8月25日六連発のヒ05船団で南に下って9月12日に昭南着。航空ガソリンを搭載してヒ08船団で9月20日に徳山に到着した。この往復の最中の9月1日付で特設運送船（給油）となった。以後、昭和18年中はヒ11船団、ヒ12船団、ヒ17船団、ヒ18船団、サ19船団、サ20船団といった輸送船団に加入して日本と南方を往復。1944年（昭和19年）に入っても引き続きヒ31船団、ヒ32船団、ヒ45船団、ヒ48船団、ヒ57船団、ヒ58船団の各船団に加入して往復を重ねた。南方からの帰還では原油や重油を搭載し、一方日本からは軍需品などを搭載して南に向かっていた。

### マリアナ沖海戦
1944年5月9日、「厳島丸」は第一機動艦隊に編入され、5月25日まで佐世保海軍工廠で機銃や爆雷投射機、逆探、重油補給装置の設置工事が行われた。工事終了後、ヒ65船団に加入して5月29日に門司を出港し、6月11日に昭南に到着する。当初はバリクパパンへ回航される予定だったが、サイパンの戦いが始まった事により第一機動艦隊（小沢治三郎中将・海軍兵学校37期）がマリアナ諸島方面に出動（マリアナ沖海戦）。これを追う形で水雷艇「雁」の護衛の下、6月18日に昭南を出港してネグロス島ギマラス泊地に急行した。しかし、6月22日朝に北緯09度08分 東経120度55分 / 北緯9.133度 東経120.917度のパラワン島プエルト・プリンセサ南東230キロの地点に差し掛かったところで、アメリカ潜水艦「ナーワル」 (USS Narwhal, SS-167) の雷撃を受けた。「ナーワル」は魚雷を4本発射し、2本が命中して残る2本が命中しなかった事を記録。魚雷は右舷中部三番油槽に1本が命中し、幅13.5メートル、長さ15.7メートルの破口を生じて船体は25度傾いたものの航行に差し支えはなく、その日の夕刻にギマラスに到着した。ギマラスで特務艦「速吸」、駆逐艦「夕凪」、「満潮」、「野分」に対して補給を行った後、マニラへ回航される。マニラでは「速吸」、重巡洋艦「妙高」およびマニラ軍需部に対して残った重油を補給し、修理に備えて吃水を浅くしようと試みたが回復せず、マニラでの修理は断念された。7月20日から21日にかけてヒ68船団の諸船舶がマニラに入港し、ここで加入船の顔ぶれが一部変わることとなり、「厳島丸」はヒ68船団に加入して日本に戻る事となった。ヒ68船団はマニラ出港後の7月25日にアメリカ潜水艦「フラッシャー」 (USS Flasher, SS-249) 、「クレヴァル」 (USS Crevalle, SS-291) 、「アングラー」 (USS Angler, SS-240) からなるウルフパックの攻撃で損害を受けたが、「厳島丸」には被害はなかった。8月3日、「厳島丸」は佐世保に帰港し、8月10日から9月16日まで佐世保海軍工廠で修理と兵装増設工事を受けた。9月20日付で第一機動艦隊から離れ、連合艦隊付属となる。

### 沈没
10月1日、「厳島丸」はヒ77船団に加入し、昭南向けの機雷やアンダマン諸島向けの迫撃砲を搭載して門司を出港する。10月12日に昭南に到着後、「厳島丸」は捷号作戦部隊の一隻として第一遊撃部隊（栗田健男中将・海軍兵学校38期）への補給部隊に編入されることとなる。ただちに他のタンカーとともに海防艦「千振」、第17号海防艦、第19号海防艦、第27号海防艦および敷設艇「由利島」に護衛されて昭南を出撃し、ブルネイ湾に進出。やがてレイテ沖海戦が始まり、「日邦丸」（飯野海運、10,528トン）とともに10月25日にブルネイ湾を出撃してコロン島に向かい、同地にて第一遊撃部隊の艦艇に対する補給を行うこととなった。コロン島にはすでに「日栄丸」（日東汽船、10,020トン）が到着し、損傷して下がっていた「妙高」に対し補給を行っていた。ところが、第一遊撃部隊がレイテ湾突入を断念して引き返す途中の10月26日、アメリカ第38任務部隊（マーク・ミッチャー中将）の艦載機が追い討ちをかけるように第一遊撃部隊に対して空襲を行う。これを受け栗田中将は部隊のコロン島寄港を取り止めてブルネイ湾へ急ぐこととなり、南西方面艦隊（大川内傳七中将・海兵37期）を介して補給部隊のコロン島進出取り止めを命じる。「厳島丸」と「日邦丸」もスールー海からブルネイ湾へ引き返すこととなった。その途中の10月27日朝4時40分頃、バラバク海峡を西航中にアメリカ潜水艦「バーゴール」 (USS Bergall, SS-320) に発見される。「バーゴール」は6本の魚雷を発射し、4つの命中音を聴取して17,000トン級タンカー1隻の撃沈を報じた。魚雷は「厳島丸」と「日邦丸」の双方に命中し、「日邦丸」は瞬時に沈没して「厳島丸」は航行不能となった。「厳島丸」はボルネオ島北端部のマルズ湾に曳航され応急修理を行ったが、連日空襲を受けた末、11月1日に12,000トンの搭載重油とともに沈没した。
12月10日に除籍および解傭。
12月19日、放棄された船体をオーストラリア軍が発見している。
戦後の1954年（昭和29年）4月26日、厳島丸は浮揚の後香港に曳航され、搭載していた重油が抜かれた後解体された。

## 同型船
川崎型油槽船
- 東亜丸（初代）（飯野海運）
- 極東丸（飯野海運）
- 東邦丸（初代）（飯野海運）
- 建川丸（川崎汽船）
- 日本丸（山下汽船）
- 玄洋丸（浅野物産）
- 日栄丸（日東汽船）
- 東栄丸（日東汽船）
- 国洋丸（国洋汽船）
- 健洋丸（国洋汽船）
- 神国丸（神戸桟橋）
- 久栄丸（日東汽船）